# Android 15
Android 15 (также известно как Android V и Android Vanilla Ice Cream) — пятнадцатая версия мобильной операционной системы Android. Операционная система разработана компанией Google. Представили новую версию Android 14 мая 2024 года, на конференции Google I/O. Релиз Android 15 состоялся 3 сентября 2024 года. Для устройств Google Pixel система была выпущена 15 октября 2024 года.

## График выпуска

Логотип операционной системы Android 15 для предварительных и бета версий

16 февраля 2024 года Google представила первую тестовую версию Android 15 для Pixel 6, Pixel 6 Pro, Pixel 6a, Pixel 7, Pixel 7 Pro, Pixel 7a, Pixel Tablet, Pixel Fold, Pixel 8 и Pixel 8 Pro.
21 марта 2024 года Google представила вторую тестовую версию Android 15.
Бета-версия Android 15 стала доступна в мае 2024 года.
Финальная версия Android 15 вышла 3 сентября 2024 года.

## Общие сведения и нововведения
Android 15 получил «десертное» название Vanilla Ice Cream («Ванильное мороженое»). Презентация новой версии Android состоялась на мероприятии I/O 2024, которая прошла в мае.
С выпуском 3 бета-версии она получила статус Platform Stability — Значит, API для разработчиков и связанное с приложениями поведение платформы меняться больше не будут, а ориентированные на Android 15 программные продукты уже могут выпускаться в Google Play.
- Новый раздел «Состояние аккумулятора» — определяет износ аккумулятора в процентах за весь срок эксплуатации;
- Модернизированный режим мультизадачности с возможностью запуска двух приложений на одном экране;
- Функция «Private Space» — данная функция даст возможность создать секретный профиль, скачивать копии приложений, а также сохранять фото, видео и прочие файлы, тем самым, они не попадут в основной аккаунт;
- Возможность смены голосового помощника по умолчанию;
- Виджеты экрана блокировки — они будут видны даже при выключенном экране в режиме AOD[8].
- Функция архивации приложений. Фактически это аналог функции «Сгружать неиспользуемые», появившейся ещё в iOS 11, когда давно неиспользуемые приложения удаляются с устройства, но сохраняются их данные и документы, чтобы при повторной загрузке восстановить всё так, как было в последний раз. Компания Google представила возможность архивации приложений ещё в начале 2022 года, но до сих пор это была функция фирменного магазина Google Play, а не самой системы. Во второй бета-версии Android 14 QPR3 она уже встроена в ОС, хотя ещё и не активирована[9].
- Новые возможности работы с медиаданными и ИИ, возможности использовать нестандартные формфакторы устройств[10].
- Появились определенные ограничения для приложений из неизвестных источников, усложнена выдача разрешений на доступ к уведомлениям, звонкам, SMS, данным об использовании, отображению поверх экрана и функции «администратора устройства». Это изменение не коснулось приложений установленых из Google Play и некоторых сторонних магазинов[11][12].
- Новый раздел «Диагностика системы» в меню «Настройки» → «Система». Здесь можно провести тесты дисплея и сенсорного слоя, а также узнать статистику использования аккумулятора и накопителя. Также можно провести диагностику другого устройства[13].